# Manel Granados Gómez
Manel Granados Gómez (12 d'abril de 1974) és un jugador d'escacs català que té el títol de Mestre Internacional des del 2002.
A la llista d'Elo de la FIDE de l'octubre de 2020, hi tenia un Elo de 2359 punts, cosa que en feia el jugador número 147 (en actiu) de l'estat espanyol. El seu màxim Elo va ser de 2436 punts, a la llista de l'octubre de 2006.

## Resultats destacats en competició
Fou campió de Catalunya juvenil els anys 1993 i 1994. El 1996 fou sot-campió de Campionat de Catalunya absolut i el 2004 campió.